# Andrés Bello (Trujillo)
Pour les articles homonymes, voir Andrés Bello (homonymie).
Andrés Bello est l'une des vingt municipalités de l'État de Trujillo au Venezuela. Son chef-lieu est Santa Isabel. En 2011, la population s'élève à 14 699 habitants.

## Géographie

### Subdivisions
La municipalité est divisée en quatre paroisses civiles avec, chacune à sa tête, une capitale (entre parenthèses) :
- Araguaney (Araguaney) ;
- El Jagüito (El Jagüito) ;
- La Esperanza (El Gallo) ;
- Santa Isabel (Santa Isabel).